# Зовнішня політика Туреччини
Зовнішня політика Турецької Республіки — політика уряду Туреччини у міжнародних справах держави. Історично, Османська імперія та згодом Туреччина врівноважували регіональні та глобальні сили один проти одного, утворюючи союзи, які найкраще захищали інтереси чинного режиму. Радянський Союз відігравав головну роль у постачанні зброї та фінансуванні фракції Мустафи Кемаля Ататюрка під час війни в Туреччині за незалежність, але відносна міжнародна ізоляція Туреччини в період реформ Ататюрка в 1920-х та 1930-х роках супроводжувалася тіснішими відносинами із західними державами, після того як Туреччина стала членом-засновником Організації Об'єднаних Націй у 1945, реципієнтом допомоги плану Маршалла та членом Організації Північноатлантичного договору у 1952 році. 

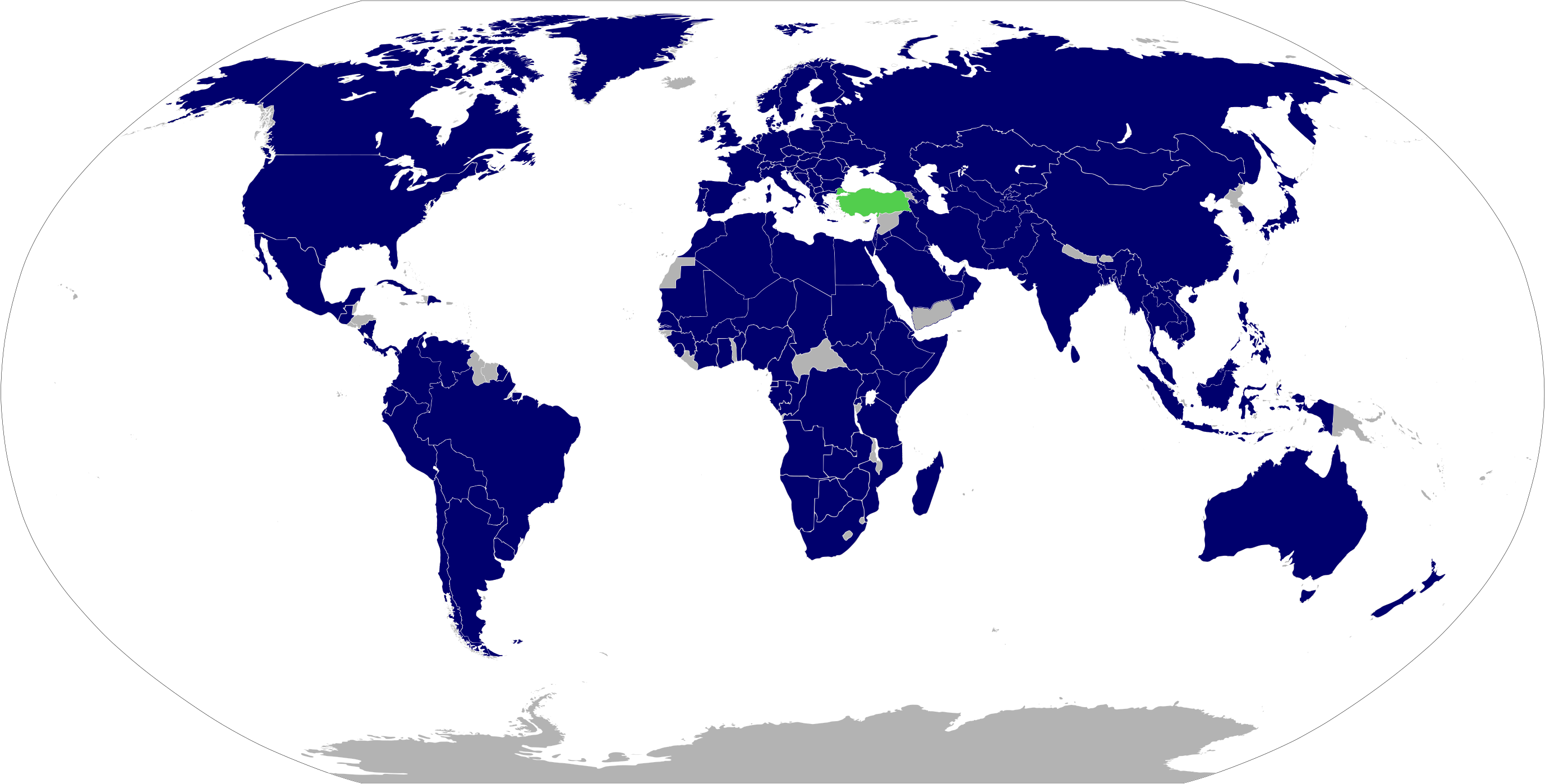
Дипломатичні місії Туреччини у світі

## Основні риси зовнішньої політики Туреччини
У сусідніх державах на Близькому Сході, на Кавказі та на Балканах османи правили століттями, тому з цього часу досі існує обурення, та водночас історичні дружні стосунки. Крім того, у сусідніх турецьких державах все ще є турецькі меншини, за які Туреччина відчуває відповідальність.
Принципом політики Ататюрка після заснування республіки у 1923 р. Був зовнішньополітичний нейтралітет та розвиток добросусідських відносин із сусідніми країнами і насамперед з європейськими країнами. Зовнішньополітичний нейтралітет не був збережений після Другої світової війни внаслідок створення конфлікту схід-захід. Західна орієнтація республіки стала зрозумілою і, зокрема, після вступу в НАТО в 1952р., за часів Аднана Мендереса, проявилася і ще більше зміцнилася.
Отже, зовнішні політичні константи включають прагнення Туреччини до вступу до Європейського Союзу, членство в оборонному альянсі НАТО, західний зв'язок та відмову від створення незалежної курдської держави з метою запобігання незалежності турецьких курдів.
Геостратегічне значення Туреччини різко зросло з часу теракту 11 вересня 2001 року, різко впавши після закінчення конфлікту схід-захід (прямий кордон Туреччини з СРСР) або стало майже безглуздими. Окрім того, Туреччина стає важливою країною транспортування нафти та газу.
Туреччина також бачить себе захисником турків на Балканах та туркменів в Іраку. Крім того, Туреччина прагне взяти на себе вплив на тюркські держави (Азербайджан, Узбекистан, Туркменістан, Киргизстан і Казахстан) Середньої Азії.
Незвичайними, для населеної мусульманами державою, були порівняно хороші відносини Туреччини та Ізраїлю. Під час уряду Ердогана відносини швидко погіршувалися, що завершилося інцидентом "Флотилії свободи". Влітку 2016 року настало економічно вмотивоване примирення.
Турецький уряд захищає себе від оцінювання історично незаперечних масових депортацій і масового вбивства сотень тисяч вірмен у 1915 році геноцидом. Дипломатичні розлади із Францією виникли в 2006 році, коли французький парламент офіційно визнав події 1915 року геноцидом.

## Туреччина-США
У 1831 році Сполучені Штати Америки встановили дипломатичні відносини з Османською імперією. Після закінчення Першої світової війни була заснована Турецька Республіка, з якої США встановили дипломатичні відносини в 1927 році. 12 липня 1947 року було підписано Угоду про економічне і технічне співробітництво, що стало логічним продовженням політики США з надання допомоги Туреччині в рамках Доктрини Трумена, покликаної допомогти їй протистояти загрозам з боку Радянського Союзу. Загальний інтерес до стримування радянської експансії створив фундамент для міцних відносин між США і Туреччиною протягом наступних сорока років. Туреччина зайняла бік США в Холодній війні: в 1950 році направила підрозділи збройних сил для участі в Корейській війні (1950-1953), приєдналася до НАТО в 1952 році, в 1955 році стала одним з організаторів Організації центрального договору, а також схвалила принципи Доктрини Ейзенхауера в 1957 році. Протягом 1950-х і 1960-х років Туреччина також співпрацювала з іншими союзниками Сполучених Штатів Америки на Близькому Сході (Іран, Ізраїль і Йорданія) з метою стримування впливу Єгипту, Іраку і Сирії, які підтримували радянську політику.
У 21 столітті стосунки між Туреччиною та США є досить непростими. За винятком кількох серйозних криз, коли країни опинялися на межі розриву дипломатичних відносин (наприклад, під час війни в Іраку 2003 р. чи спроби державного перевороту в Туреччині 2016 р.), перманентні зльоти й падіння у двосторонньому діалозі вже стали звичним явищем. 2018 рік запам'ятається рекордним сплеском націоналістичних, антиізраїльських та антиамериканських настроїв у дедалі консервативнішому турецькому суспільстві, що й так ніколи не вирізнялося особливою любов'ю до західних партнерів. Реакцію на рішення Трампа перенести американське посольство в Ізраїлі з Тель-Авіва в Єрусалим і наступні трагічні події в секторі Газа можна порівняти хіба що з відповіддю Анкари на американське ембарго на поставки зброї в Туреччину під час кіпрської кризи 1974 р. Як і тоді, розриву дипломатичних відносин не сталося, але, залишаючись союзником в офіційному статусі, в національній свідомості турків США міцно утвердилися як головна загроза нацбезпеці. За оцінками центру Pew Research, сьогодні тільки 18% турецьких громадян "позитивно ставляться" до США і 23% — до НАТО, членом якого Туреччина є з 1952 р.

## Туреччина-Європа
Стосунки між Європейським Союзом (ЄС) та Туреччиною були встановлені в 1959 р. Туреччина є одним з головних партнерів ЄС на Близькому Сході. ЄС та Туреччина мають спільний сухопутний кордон через країни-члени ЄС Болгарію та Грецію.
Туреччина була кандидатом на приєднання до ЄС з 1987 року , але з 2016 року переговори про приєднання затрималися. ЄС критикував Туреччину за порушення прав людини та недостачу верховенства права. У 2017 році чиновники ЄС висловили думку, що запланована турецька політика порушує копенгагенські критерії придатності до членства в ЄС. 26 червня 2018 року Рада з загальних питань ЄС заявила, що «Рада зазначає, що Туреччина віддаляється від Європейського Союзу. Тому переговори про вступ Туреччини фактично зупинилися, і не можна розглядати подальші глави щодо відкриття чи закриття та не передбачається подальша робота щодо модернізації митного союзу між ЄС та Туреччиною».
- Див. також: Митний союз між Європейським союзом і Туреччиною

## Туреччина-Україна
Кардинальна зміна геополітичної ситуації у регіоні у 2014 році призвела до перегляду політики щодо Туреччини з боку України.Туреччина почала займати одну з перших сходинок у зовнішньополітичних пріоритетах України у зв’язку з втратою Криму та конфліктом на Сході країни, а також загостренням безпекової ситуації в Чорноморському регіоні в цілому. Зі свого боку Туреччина, у зв’язку з кризою у відносинах із Росією, включила до діалогу з Україною теми, які донедавна вважалися занадто чутливими, як-от енергетика та військово-технічна співпраця. Інтенсифікувався політичний діалог з актуальних безпекових та економічних питань, відбулася низка зустрічей на вищому рівні, поновилися переговори щодо підписання ЗВТ тощо.